# Comuna Lukovîci, Ivanîci
Lukovîci (în ucraineană Луковичі) este o comună în raionul Ivanîci, regiunea Volînia, Ucraina, formată din satele Bujkovîci, Lukovîci (reședința) și Orîșci.

## Demografie
Componența lingvistică a satului Lukovîci
     Ucraineană (99,65%)
     Alte limbi (0,35%)
Conform recensământului din 2001, majoritatea populației satului Lukovîci era vorbitoare de ucraineană (99,65%), existând în minoritate și vorbitori de alte limbi.